# Écuires
Écuires är en kommun i departementet Pas-de-Calais i regionen Hauts-de-France i norra Frankrike. Kommunen ligger i kantonen Montreuil som tillhör arrondissementet Montreuil. År 2022 hade Écuires 686 invånare.

## Befolkningsutveckling
Antalet invånare i kommunen Écuires
| Referens: INSEE |